# Keith Duckworth
David Keith Duckworth (Blackburn, 10 agosto 1933 – Northampton, 18 dicembre 2005) è stato un ingegnere meccanico britannico, fondatore, insieme a Mike Costin, della Cosworth, azienda produttrice di motori speciali per automobilismo.

## Biografia
Dopo gli studi all'Imperial College di Londra, iniziò la sua carriera alla Lotus Cars di Colin Chapman nel 1957, dove incontrò il suo futuro socio, l'ingegnere Mike Costin; nel 1958 i due fondarono la loro azienda a cui cominciarono a dedicarsi a tempo pieno nel 1962, aprendo nel 1964 i nuovi uffici in quella che diventerà la sede storica di Northampton.
Nell'autunno del 1965 la Ford commissionò alla Cosworth la costruzione di due motori da competizione, un 1600 cc per la Formula 2 e un motore V8 da 3000 cc per la Formula 1. Duckworth progettò allora il FVA e, soprattutto, il Cosworth DFV, che sarebbe diventato il simbolo stesso della Cosworth, vincendo al suo debutto nel Gran Premio d'Olanda 1967, e poi per un totale di 154 Gran Premi nelle sue varie evoluzioni fino al campionato del 1982. Il Ford-Cosworth DFV fu il motore che diede vita alla Formula Uno degli "assemblatori" (termine critico coniato da Enzo Ferrari), piccole scuderie che costruivano le loro vetture intorno a un motore Cosworth, commercializzato dalla Ford a tutti coloro che lo richiedevano.
La Cosworth avrebbe poi consolidato la propria posizione producendo variazioni del DFV (come il DFX utilizzato nella Indycar americana) e altre soluzioni sia per i partner industriali storici della Ford, sia per altre aziende automobilistiche. Inoltre, dalla fabbrica Cosworth fuoriuscivano altri validi ingegneri che andavano poi ad alimentare la concorrenza, come Mario Illien e Paul Morgan, fondatori della Ilmor Engineering. Nel frattempo Duckworth e Costin avevano ceduto il controllo dell'azienda alla United Engineering Industries, il primo di una serie di cambiamenti azionari per la Cosworth. Duckworth lasciò ufficialmente l'azienda nel 1988.